# Branjina
Branjina je naselje smješteno u Baranji, općina Popovac, 15 km sjeveroistočno od grada Belog Manastira.

## Povijesno ime
Prvi do sada nam poznati spomen naselja bilježi se 1214. godine kada se Branjina spominje pod nazivom Kysfalod. Pod ovim nazivom ili njegovom češćom izvedenicom Kisfalud, Branjina će biti poznata do početka dvadesetoga stoljeća, kada će se preimenovati u Baranyakisfalud, a otprilike od osnutka Kraljevine SHS nazivamo ju Branjinom. Nijemci koji su u njoj stanovali dvjestotinjak godina nazivali su ju i Kleindorf. Svi povijesni nazivi Branjine u biti znače maleno selo ili maleno seoce, a time i vjerodostojno opisuju naselje. Suvremeni naziv Branjina povezuje se s nazivom Branjin Vrh i/ili samim nazivom regije – Baranja. Tradicijsko ime naselja je Kišfaluba ili Kišfala.

## Zemljopis
Dio je šire prirodno-zemljopisne cjeline Baranje, smještene na krajnjem sjeveroistočnom dijelu Republike Hrvatske, odnosno u zemljopisnom prostoru između rijeka Drave i Dunava i državne granice prema Republici Mađarskoj. 
Kao dio zemljopisne cjeline Baranje, pripada njezinu sjeverozapadnom dijelu, koja, kao dio šireg prostora, pripada nizinskom prostoru makromorfološke cjeline Panonske nizine, te dijelu zemljopisnog prostora Istočne Hrvatske. 

## Povijest
Od spomenute 1214. godine Branjina se u srednjovjekovnim izvorima najčešće spominje uz naselja: Weyk (danas nepostojeće), Ban (Popovac), Bodola (Podolje), Csabagata (danas nije naselje, nalazio se na prostoru Čibogata) i Scepsa (danas prostor Kotline, mađarski Sepse, tradicijski naziv Šepša). Pretpostavlja se da je bila dijelom vlastelinstva koje je svoje središte imalo u Weyku (Veku) te se prema njemu i nazivalo vlastelinstvo obitelji Veki. Nakon ove obitelji vjerojatno je izmijenila nekoliko vlasnika o kojima nam svjedoče spomenuti sudski procesi, no od 1442. godine postaje dijelom imanja velikaške obitelji Morovića koji su svoje sjedište imali u današnjem gradu Valpovu. U njihovom posjedu do 1481. godine kada njome upravlja velikaška obitelj Geréb u čijem vlasništvu vjerojatno ostaje sve do razdoblja osmanske okupacije 1526. godine, kada će nakon njihove organizacije vlasti 1543. godine postati dijelom Mohačkoga sandžaka, odnosno branjinvrške nahije ili live u kojoj vjerojatno ostaje do pada Osmanlija 1687. godine. Iste se godine u jednom dokumentu spominje da je prije osmanskoga perioda pripadala velikoj feudalnoj obitelji Zrinski. U 17. stoljeću mjesto naseljavaju Srbi, većina ih dolazi pod vodstvom Arsenija Crnojevića nakon 1690. godine. Nakon Osmanlija Branjina je zajedno s još 25 sela darivana Eugenu Savojskom, jednim od najvećih vojskovođa svoga vremena. Bila je darom za njegove zasluge u oslobađanju i protjerivanja Osmanlija iz ovih krajeva. Savojski je na ovom području osnovao vlastelinstvo Belje i u ovom periodu, od druge polovine 18. stoljeća Branjinu naseljavaju Nijemci, t.zv. Dunavske Švabe, koji će ovdje ostati do sredine 20. stoljeća. U beljskom vlastelinstvu, njezinu branjinvrškom distriktu od kojega vjerojatno vuče i korijene svoga današnjega imena, Branjina ostaje do kraja Prvoga svjetskog rata i raspada Austro-Ugarske Monarhije 1918. godine. Nakon toga postaje prvo dijelom Kraljevine Jugoslavije, zatim je u vrijeme Drugog svjetskoga rata okupirana od strane Mađarske, a nakon toga postaje dijelom Socijalističke Federativne Republike Jugoslavije kada je u nju kolonizacijom 1946. godine doselila većina današnjih stanovnika Hrvata koji su ovdje i ostali do Domovinskoga rata kada je okupirana od strane srpskih pobunjenika koji su njome upravljali do 1996. godine kada Branjina postala dio prijelazne uprave UN-a za istočnu Slavoniju, Baranju i zapadni Srijem, a od 1998. godine nakon mirne reintegracije je pod upravom Republike Hrvatske i danas je dio općine Popovac i Osječko-baranjske županije.

### Vlastelinstvo Belje
Nakon što je Eugen Savojski sa svojim postrojbama oslobodio ovaj kraj od osmanske vlasti, u skladu s tadašnjim običajima, godine 1697. austrijski mu je car Leopold I za posebne zasluge u pobjedi nad Turcima kod Sente darovao imanje u južnoj Baranji. U sklopu imanja nalazilo se je 26 sela površine oko 800 km², među njima i Branjina. Za sjedište imanja vlasnik je izabrao selo Bilje, gdje je između 1707. i 1712. sagradio dvorac. Cijelo imanje dobilo je ime Belje po mađarskom izgovoru imena tog sela (Bellye). Nakon njegove smrti posjed se vratio carskoj kući jer Savojski nije imao nasljednika. Habsburzi su izmjenjivali svoje vlasništvo nad njime do posljednjega - Ferdinada Habsburškog 1918. godine.
Raspadom Austro-Ugarske Monarhije krajem Prvog svjetskog rata Habsburgovci više nemaju upravu nad vlastelinstvom Belje i ono odlazi u ruke Kraljevine Jugoslavije.

## Stanovništvo
| broj stanovnika | 1462  | 1425  | 1405  | 1534  | 1450  | 1509  | 1475  | 1379  | 1152  | 1011  | 1015  | 861   | 711   | 633   | 378   | 322   | 223   |
|                 | 1857. | 1869. | 1880. | 1890. | 1900. | 1910. | 1921. | 1931. | 1948. | 1953. | 1961. | 1971. | 1981. | 1991. | 2001. | 2011. | 2021. |

## Obrazovanje
Prva školska zgrada u Branjini. Branjinska školska zgrada izgrađena je 1797. i također je služila i kao učiteljeva kuća i školska zgrada. Dugačka 6 hvati i 2 stope, a široka 2 hvata i 5 stopa.  Prvi branjinski učitelj bio je Franjo Sterl, ujedno je i kantor, rođen je 1795. godine u selu Ujbanyu. Prije Branjine radio je u Popovcu sve do 1813. kada prelazi u Podravlje te je 1821. Postavljen je za branjinskog učitelja. 
1829. godine prva župnikova želja bila je „da roditelji marljivo šalju svoju djecu u školu, ne samo za zimskog vremena, već i u ljeto“. 
Danas u Branjini postoji osnovna škola za učenike od 1.do 4 razreda. Učenici viših razreda školu pohađaju u OŠ Popovac u Popovcu. Najbliža srednja škola je u Belom Manastiru do koje učenici putuju autobusom. Učiteljica PO Branjine (OŠ Popovac) je Ana Predojević.

## Kulturna dobra
Parohijska crkva sv. Nikolaja registrirano je kulturno dobro. (Reg. 303)
Inventar parohijske crkve sv. Nikolaja registrirano je kulturno dobro (Reg. 28)
Župna crkva Pohođenja Blažene Djevice Marije zaštićena je preventivno kao kulturno dobro (Prev. zaštita 370/11/94)
Antifašistički spomenik  - Spomenik palim borcima
Spomenik žrtvama Domovinskog rata

## Svetište Studenac
U Branjinškome brdu, između današnjih naselja Branjine i Podolja na izlazu u Kaluđersku dolinu podno brda, na prostoru koje će svakoj osobi koja ondje slučajno zađe oduzeti dah svojim prekrasnim prirodnim okruženjem koje odiše blaženim mirom, smjestilo se i pravoslavno svetište Studenac posvećeno Blaženoj Djevici Mariji. Ondje postoji malena crkvica, visoka tek 2 metra, ne zna se godina njezine izgradnje, ali prema izgledu i načinu gradnje nagađa se da je ondje više stotina godina. Svetištem je postalo zbog izvora vode za koju se vjeruje da je ljekovita.

## Udruge
Udruga žena "Orhideja" Branjina - Oživotvorenja ravnopravnosti svih ljudi i spolova, stvaranje uvjeta za zapošljavanje, unapređenje obiteljskih odnosa, briga o djeci, pomoć starim i nemoćnim, unapređenje kulturnih i športskih potreba u Branjini.
Dobrovoljno vatrogasno društvo Branjina – razvija i unapređuje vatrogastvo i vatrozaštitu; provodi mjere zaštite od požara.
Lovačko društvo Zec - uzgoj i zaštita divljači; razvijanje i unapređenje lovne kinologije i streljaštva; gospodarenje lovištem, očuvanje prirode i okoliša i suradnja s ostalim društvima.
Kulturno umjetničko društvo Bijeli ljiljani - njegovanje tradicije kajkavskoga kulturnoga kruga, posebice plesova iz Hrvatskoga zagorja

## Šport
- NK Davor Branjina (3. ŽNL Osječko-baranjska, Baranjska liga, 2017/2018.).